# الجندي والدولة (هنتجتون)
الجندي والدولة: نظرية وسياسة العلاقات المدنية - العسكرية هو كتاب من تأليف صامويل هنتجتون صدر عام 1957.

## نبذة
تشكلت نظرة هنتغتون للعلاقات المدنية العسكرية بظروف تلك الفترة، حيث كانت تواجه الولايات المتحدة تهديدات داخلية وخارجية منها الحرب الكورية، والتوسع والتنافس السوفييتي والصيني وبشكل أكثر تحديداً، توتر العلاقات بين الرئيس هاري ترومان والجنرال دوغلاس ماكارثر. سياسة احتواء التوسع السوفييتي تطلب من الولايات المتحدة الاحتفاظ بقوات عسكرية كبيرة لأول مرة في تاريخها خلال أوقات السلم، وكل إعادة تنظيم للجيش بعد الحرب العالمية الثانية وضع شروطاً لعمليات إعادة التنظيم المستقبلية. بالإضافة إلى ذلك، تصاعد الشقاق السياسي المصاحب لمزاعم جوزيف مكارثي عن وجود خيانات وتآمر مع السوفييت في الداخل الأميركي أثار اهتمام هنتغتون بالاستقرار السياسي. حلل هنتغتون نقاط قوة وضعف المؤسسات الأميركية الليبرالية وجادل بأن التصدي الفعال لظاهرة المكارثية كان من الجيش ومجلس الشيوخ، وليس من الليبراليين. يقول هنتغتون بأن دراسة العلاقات المدنية - العسكرية أصبحت مجموعة مرتبكة من الافتراضات والمعتقدات المستمدة من المقدمات المنطقية لليبرالية الأميركية، هذه المجموعة غير منهجية وفقاً لهنتغتون لأنها تفشل في استيعاب الكثير من الحقائق المهمة، ولأنها تستند على منظومة قيم عفى عليها الزمن.
المؤسسات العسكرية تتشكل من صيغتان: صيغة وظيفية أو عملية نابعة من تهديدات على أمن المجتمع، وصيغة مجتمعية ناشئة من القوى الاجتماعية، آيديولوجيات، والمؤسسات المهيمنة في المجتمع. المؤسسات العسكرية التي تعكس القيم المجتمعية فحسب، قد لا تكون قادرة على أداء مهامها العملية بشكل فعّال. في ذات الوقت، قد يكون من المستحيل على أي مجتمع احتواء مؤسسة عسكرية تشكلت بصيغة عملية أو وظيفية بحتة. موازنة هذه العلاقة لم تكتسب أهمية إلا في فترة متأخرة من التاريخ الأميركي، فقد كان الأمن في الولايات المتحدة نتيجة للطبيعة والظروف، شيء متوارث أكثر من كونه مصنوعاً. كانت السياسة العسكرية مقصورة على ميزانية الجيش وعدد السفن والبارجات التي تحتاجها البحرية ولم يكن هناك اهتمام بالعلاقات المدنية العسكرية إلا في إطار محدود وهو تأثير المؤسسة العسكرية على القيم والمؤسسات الاقتصادية والسياسية. بالنسبة لهنتغتون، كان السؤال في السابق يتمحور حول أي أنماط العلاقات المدنية - العسكرية متوافق مع القيم الديمقراطية الليبرالية الأميركية، تغير السؤال حالياً (حقبة الحرب الباردة) إلى أي أنماط العلاقات المدنية - العسكرية سيحافظ على أمن وإستقرار الأمة الأميركية.
العلاقات المدنية العسكرية هي أحد جوانب سياسة الأمن القومي. تهدف سياسة الأمن القومي إلى تعزيز حماية مؤسسات الدولة الاجتماعية، الاقتصادية، والسياسية من التهديدات المتولدة من دول أخرى. للسياسة الأمنية القومية ثلاثة أشكال ومستويين، السياسة الأمنية العسكرية وهي برنامج من الأنشطة مصمم للتقليل أو القضاء على الجهود الرامية لاضعاف أو تدمير الأمة من قبل قوى مسلحة تعمل خارج حدودها المؤسسية والإقليمية. وسياسة أمنية داخلية معنية بالتعامل مع التهديدات التآمرية لاضعاف أو تدمير الأمة من قبل قوى مسلحة تعمل داخل حدودها المؤسسية والإقليمية. والشكل الثالث هي السياسة الأمنية المرحلية ومهمتها التعامل مع تهديد التآكل الناتج عن تغيرات طويلة المدى في بنية الأمة الاجتماعية، الاقتصادية، السياسية، والديموغرافية التي قد تميل إلى الحد من سلطة الدولة النسبية. جميع هذه الأنماط الثلاثة لديها مستويين، مؤسسي وعملي. تتألف السياسة العملية من الاجراءات المباشرة للتعامل مع التهديد الأمني، والسياسة المؤسسية معنية بالطريقة التي تتم بها صياغة وتنفيذ هذه الاجراءات. القضايا العملية المباشرة للسياسة العسكرية تتضمن عادة:
- القضايا الكمية المتعلقة بحجم، تجنيد، وتمويل القوات المسلحة، بما في ذلك السؤال الأساسي عن الحصة المخصصة من موارد الدولة لاحتياجات الجيش.
- القضايا الكيفية المتعلقة بتنظيم، بنية، معدات، وتوزيع القوات المسلحة بما في ذلك نوعية التسليح والأسلحة، مواقع القواعد، الترتيبات مع الحلفاء.
- القضايا الديناميكية المتعلقة باستخدام القوات المسلحة، متى وتحت أي ظرف يتم اللجوء إلى القوة العسكرية.

يقول هنتغتون بأن النقاش العام يركز على هذه القضايا، ولكن القرارات المتخذة بشأنها تتحدد عبر الأنماط المؤسسية. هدف هذه السياسة على المستوى المؤسسي هو تطوير نظام من العلاقات المدنية العسكرية يعاظم قدرات الأمن العسكري بأقل الخسائر الممكنة على القيم الاجتماعية. تحقيق هذه الغاية يتطلب توازناً معقداً من السلطات والسلوكيات بين الجماعات العسكرية والمدنية. الأمم التي تستطيع تطوير نمط متوازن من العلاقات المدنية العسكرية تزيد من احتمالية حصولها على الإجابات المناسبة للقضايا العملية في السياسة العسكرية. الأمم التي تفشل في هذا الجانب، تبدد مواردها وتقع في مخاطر غير محسوبة. هذه هي الأطروحة الأساسية للكتاب، إضفاء طابع مهني على فيالق الضباط هو المكون الأساسي لحل آمن يضمن تحكماً مدنياً فعالاً على القوات المسلحة، دون الاخلال بكفاءة منظومة الدفاع القومي. إضفاء طابع مهني يعني أن ضباط الجيش يجب أن يعكسوا نفس الخصائص من الخبرة والمسؤولية التي يبديها موظفو الشركات. بالنسبة للخبرات، يلخصها هنتغتون بـ«قدرة الجندي على إدارة العنف» وليس مجرد تطبيقه. المسؤولية الخاصة لضابط الجيش هي استخدام هذه الخبرة لصالح الدولة. في نفس الوقت، شهادة الخبرة هذه تأتي من فيالق الضباط نفسها باعتبارها الجهة البيروقراطية الأوضح.
حل هنتنغتون لربط السيطرة المدنية بالدفاع القومي يتضمن تمييز نوعين من الرقابة المدنية:
- سيطرة مدنية موضوعية: تعتمد بشكل رئيسي على أخلاقيات عسكرية مستقلة، محايدة سياسياً، وكفؤة مهنياً. تُستمد السيطرة المدنية من تحويل الجيش إلى أداة بيد الدولة. وظيفة الجيش في هذه الحالة هي تطوير السبل والوسائل لتحقيق الغايات والأهداف التي تحددها قيادة سياسية من المدنيين.
- سيطرة مدنية ذاتية: وهذه تأتي عبر تمدين الجيش باعطائه دوراً مستقلاً في تحديد الأولويات القومية. في هذه الحالة، الجيش هو واحد من بين مجموعات متنافسة على النفوذ وصياغة الأولويات القومية وهو ما عارضه هنتغتون من حيث المبدأ.

حجة هنتنغتون تعتمد على السلطة التصحيحية لفلسفة اجتماعية سليمة بدلاً من التركيز على الترتيبات والعمليات المؤسسية الخاصة. تعريفه للسيطرة الموضوعية والذاتية هي انطباعاته حول الفلسفة الاجتماعية المحافظة والليبرالية.
القيم الليبرالية تشدد على فردية الإنسان ومنطقه وكرامته الأخلاقية وترفض القيود السياسية والاقتصادية والاجتماعية على حريته. هذه القيم مترسخة في الوجدان الأميركي ولكن تطبيقها على كل الحالات قد يكون له تداعيات كارثية. فأصل مشكلة العسكرية الأميركية في الخمسينات هو أن هذه القيم الليبرالية ولدت الرقابة المدنية الذاتية للجيش. هنتغتون، مفكر محافظ، يتبنى محافظة إدموند بيرك التي «لا تحاول تطبيق نفس الأفكار على جميع المشاكل والمؤسسات البشرية وتسمح بمجموعة متنوعة من الأهداف والقيم، تعترف بدور السلطة في العلاقات الإنسانية وتتقبل المؤسسات القائمة وتفضل معالجة أهداف اجتماعية بشكل محدود». يقول بأن المحافظة عكس الماركسية، لا تمتلك نمطاً آيديولوجياً لتفرضه على المؤسسات العسكرية. ويقترح هنتغتون المحافظة الظرفية أو المرحلية لضمان الأمن القومي واحترافية الجيش.

## النقد
بشكل عام، يُحسب لهنتغتون تطويره للإطار النظري لتناول العلاقات المدنية العسكرية، وكان لنظريته تأثير كبير على مفهوم الأميركيين للجيش ووظيفته. فالأميركيون قديماً كانت لهم نظرة سلبية للجيش أو يعتبرونه مثل رجال الاطفاء مهمته الاستجابة للحالات الطارئة النادرة. كثيراً ما يوصف الكتاب بالكلاسيكية، لأن هنتغتون جلب النظرية إلى مجال عانى من قلة الأبحاث والنظريات حوله. ساهم هنتغتون في صياغة الكثير من المفاهيم والتعريفات التي لا يزال العلماء والمشاركين في العلاقات المدنية العسكرية يجدونها مفيدة. لا يوجد فصل دراسي يناقش العلاقات المدنية العسكرية دون التطرق إلى أطروحة هنتغتون، سواء اتفق معه علماء السياسة الذين توسعوا في مجال العلاقات المدنية العسكرية أو اختلفوا. الجيش الأميركي أقر بكثير من استنتاجات هنتجتون العامة وجعلها مركزية في مناهجه الدراسية. مع الإقرار بمركزية وأهمية الكتاب، فقد تعرض الكتاب لانتقادات كثيرة وبسبب بعض الملاحظات الواردة فيه ُرفض طلب هنتغتون للحيازة في جامعة هارفارد عام 1957، وانتقل للتدريس في جامعة كولومبيا لأربع سنوات، قبل أن تطلب هارفارد منه العودة.
حرب فييتنام، تسببت في نقاش عميق عن طبيعة العلاقات المدنية العسكرية، حيث تقول الدوائر العسكرية بأن الولايات المتحدة خسرت الحرب بسبب التدخلات الغير الضرورية من المدنيين في الشؤون العسكرية. هاري سمرز، عقيد مشاة في الجيش وخدم في الحرب الكورية وحرب فييتنام، يقول بأن الجيش لم يخسر معركة واحدة ولكنه خسر الحرب بسبب فشل السياسيين. هيربرت مكماستر، عسكري أميركي شارك في حرب الخليج الثانية، يقول بأن الولايات المتحدة خسرت حرب فييتنام في واشنطن قبل نشوب أي اشتباكات. كثير من العسكريين يؤيدون ما ذهب إليه هنتغتون وخصوصاً تعريفه للسيطرة الموضوعية والذاتية والتوازن المعقد والدقيق في العلاقات المدنية العسكرية. يقول سمرز لا يوجد تهديد بقيام جيش الولايات المتحدة بانقلاب عسكري بسبب السيطرة الذاتية ولكن قيام العسكريين بمهام مدنية، أو انصياعهم التام لسيطرة المدنيين أمور خطيرة بالفعل. يضرب سمرز مثل الجنود الكنديين في معركة نورماندي خلال الحرب العالمية الثانية، قُتل عشرات الآلاف منهم لأن الجيش الكندي تورط في مهام مدنية بشكل متزايد بعد الحرب العالمية الأولى لدرجة أنهم خسروا مهارتهم العسكرية. الانصياع التام والمطلق مشكلة كذلك يقول سمرز، فهيئة الأركان المشتركة كانت تُدار من قبل مدنيين خلال حرب فييتنام. كان العسكريون يدركون هذه الحقيقة وموقفهم كان سلبياً رغم إدراكهم اختلال إستراتيجيتهم. تعليم المدنيين عن الحرب هي وظيفة الجيش، وكذلك تحقيق الأهداف السياسية التي يصيغها السياسيون من هذه الحرب.
مع ذلك، تنبؤات هنتغتون الاجتماعية لقيت انتقادات من علماء سياسة واجتماع. أحد افتراضات هنتغتون تقترح بأن المجتمعات الليبرالية لن تستطيع بناء قوة عسكرية غالبة تحمي الأمة خلال الحرب الباردة. قلق هنتنغتون من أن الولايات المتحدة سوف تحتاج إلى جيش قوي تسود فيه الصيغة الوظيفية ضد تهديد الاتحاد السوفييتي، إلا أن عداء الليبرالية الأمريكية لكل شيء عسكري من شأنه أن يعرقل هذه الغاية. اقترح في نهاية الكتاب أن يراجع المجتمع الأميركي قيمه الليبرالية ويتبنى الكثير من قيم وأخلاقيات الجيش نفسه. فعوضاً أن يقوم الجيش بحماية القيم الأميركية، على المجتمع الأميركي أن يغير قيمه لخدمة فعالية الجيش. بعض أعضاء هيئة التدريس في جامعة هارفارد جادلوا بأن الخاتمة تظهر «افتناناً بالسلطوية العسكرية من الطراز البروسي». بيتير فيفير، أستاذ العلوم السياسية بجامعة دوك، يقول وبرغم أناقة النظرية إلا أنها فشلت أمام اختبار الحرب الباردة، فالولايات المتحدة انتصرت وتفكك الاتحاد السوفييتي دون أن يضحي المجتمع الأميركي بقيمه الليبرالية. على العكس من ذلك، تزامنت الحرب الباردة مع حركة الحقوق المدنية وتوسيع نظام الرعاية الاجتماعية، وأصبح المجتمع الأميركي أكثر فردية وكلها إضافات على الليبرالية الاميركية الكلاسيكية.